# Michel Delire
Michel Delire (Châtelineau, 6 augustus 1933 – ?, 3 april 2006) was een Belgisch voetballer die speelde als middenvelder. Hij voetbalde in de eerste klasse bij Olympic Club de Charleroi en Standard Luik en speelde vijf interlandwedstrijden met het Belgisch voetbalelftal. Na zijn spelersloopbaan werd hij voetbaltrainer.

## Loopbaan

### Als voetballer
Delire doorliep de jeugdreeksen in zijn geboortedorp en debuteerde in 1954 als aanvallende middenvelder in het eerste elftal van toenmalig eersteklasser Olympic Club de Charleroi. De club kon zich niet handhaven en zakte na het seizoen naar de tweede klasse. Delire veroverde een vaste basisplaats in de ploeg die in 1956 terugkeerde naar de hoogste klasse. Ondanks het feit dat de ploeg de volgende jaren steevast in de onderste regionen vertoefde, scoorde Delire in totaal 55 doelpunten voor de club in de eerste klasse. Hij was een kopbalspecialist, zijn sterkste periode beleefde Delire in de jaren 1959 en 1960.
Op 27 oktober 1957 in de thuiswedstrijd tegen Frankrijk werd hij voor de eerste maal opgesteld in de nationale voetbalploeg. In totaal werd hij tussen 1957 en 1960 achtmaal geselecteerd voor het Belgisch voetbalelftal en hij speelde in totaal vijf wedstrijden met de nationale ploeg. Op 4 oktober 1959 scoorde hij als invaller voor Jef Jurion het eerreddende doelpunt in de uitwedstrijd in Nederland die op 9-1 eindigde.
Delire trok in 1961 naar Standard Luik dat in die periode steevast in de top van de rangschikking eindigde in de eerste klasse. In de twee seizoenen die hij er actief was, kwam hij er nauwelijks aan de bak wegens de grote concurrentie voor zijn positie. Hij speelde er in totaal tien wedstrijden zonder enig doelpunt te scoren in de ploeg die in zijn eerste seizoen op de tweede plaats eindigde en het seizoen daarop landskampioen werd. Hij speelde in de eerste klasse 156 wedstrijden en scoorde 61 doelpunten.
In 1963 verkaste Delire naar derdeklasser RES Jamboise waar hij speler-trainer werd. Hij bleef er tot in 1967 en combineerde zijn loopbaan met zijn job als regent lichamelijke opvoeding aan het seminarie van Floreffe. Daarna was Delire nog een tijd actief in de lagere afdelingen.

### Als voetbalcoach
Delire werd na zijn spelersloopbaan voetbaltrainer. Achtereenvolgens was hij oefenmeester bij de provincialers UBS Auvelais en Wallonia Association Namur. In het seizoen 1972-1973 was hij trainer bij RAEC Mons, dat in de derde klasse speelde. Enkele jaren later was hij trainer bij UR Namur, dat eveneens in de derde klasse actief was. Het meest dramatische moment voor Delire als trainer was ongetwijfeld de bekerwedstrijd op RSC Anderlecht op 27 augustus 1977, waarin de Naamse speler Michel Soulier tijdens de wedstrijd stierf aan een hartstilstand.
Van 1979 tot 1982 was Delire trainer van Sporting Charleroi dat in de hoogste klasse speelde. Delire kon in zijn eerste seizoen de degradatie niet vermijden maar mocht blijven. In de tweede klasse eindigde de club onder Delire in de middenmoot van de rangschikking.
Aan het einde van zijn loopbaan trainde Delire de Congolese voetbalclub TP Mazembe.

## Familie
Michel Delire was de vader van sportjournalist Marc Delire.